# فيليبي بورغز
فيليبي بورغز هو راكب الكنو برازيلي، ولد في 21 نوفمبر 1994 في فوز دو إيغواسو في البرازيل.

## وصلات خارجية
- فيليبي بورغز على موقع الاتحاد الدولي للكانو (الإنجليزية)
- فيليبي بورغز على موقع اللجنة الأولمبية الدولية (الإنجليزية)
- فيليبي بورغز على موقع أوليمبيديا (الإنجليزية)
- فيليبي بورغز على موقع اللجنة الأولمبية البرازيلية (البرتغالية)